# Ontvanger (communicatie)

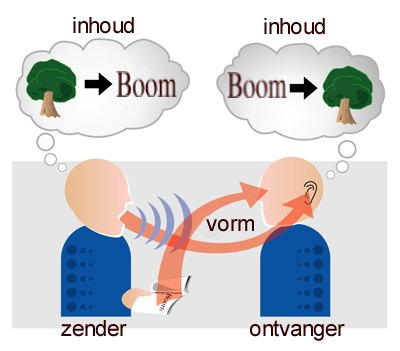
De uitwisseling van informatie in de communicatie tussen personen is te zien als een eenvoudige vorm van kennisverwerving

Een ontvanger is een persoon, dier of machine die signalen ontvangt en deze vervolgens verwerkt of interpreteert.
Bij een persoon is de ontvanger de persoon die in een gesprek aan het luisteren is; de toehoorder. De ontvanger kan voortdurend verwisselen van ontvangen of zenden, waarbij hij/zij een zender wordt.
Bij dieren is een gelijke verdeling terug te vinden, alleen is de communicatievorm anders.